# فرودگاه منطقه‌ای مک‌کوک
فرودگاه منطقه‌ای مک‌کوک (به انگلیسی: McCook Regional Airport) یک فرودگاه همگانی بهره‌برداری هوایی با کد یاتا MCK است که یک باند فرود بتن دارد و طول باند آن ۱۹۶۶ متر است. این فرودگاه در کشور ایالات متحده آمریکا قرار دارد و در ارتفاع ۷۸۷ متری از سطح دریا واقع شده‌است.